# Historia i zastosowania wahadła

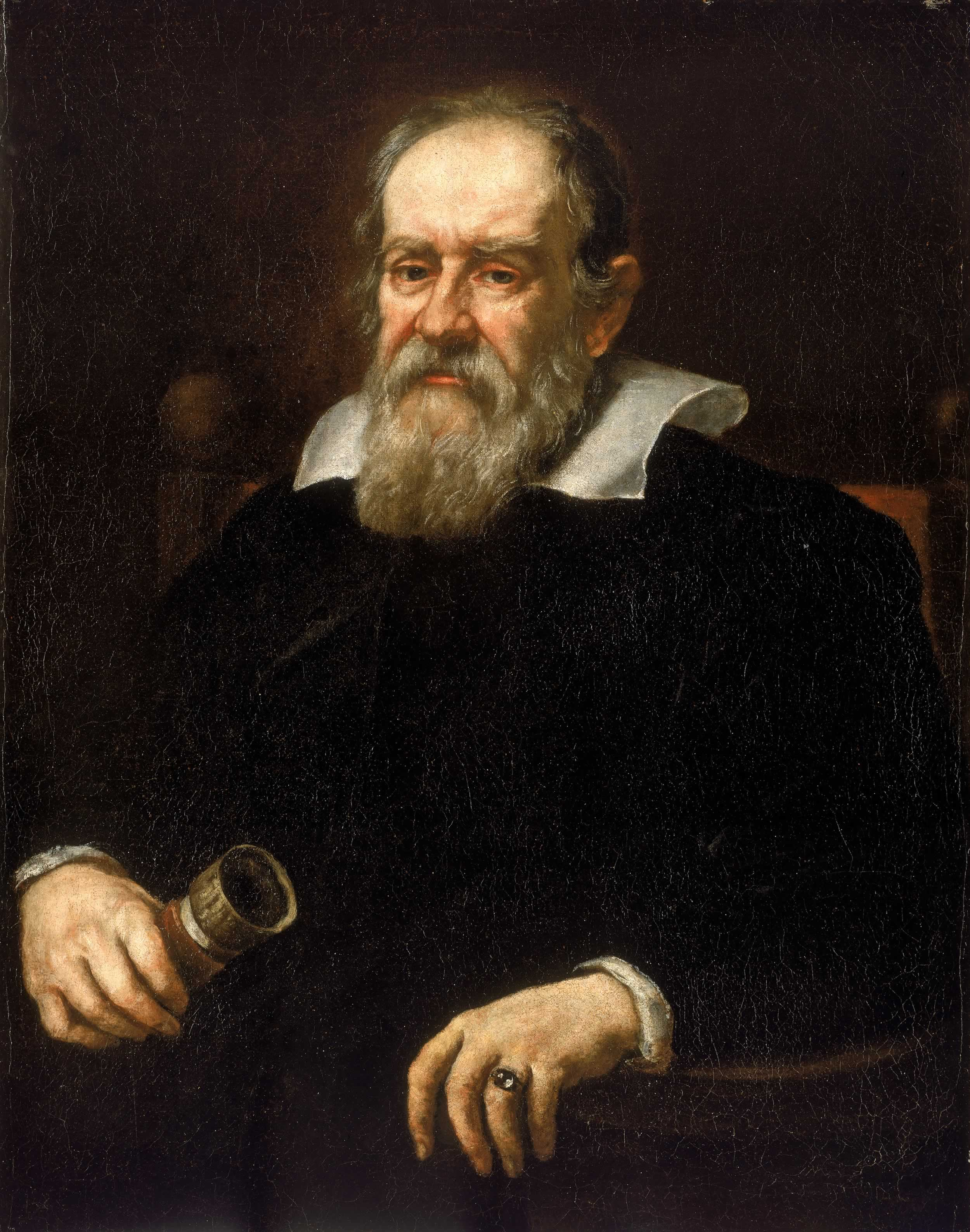
Justus Sustermans – portret Galileo Galilei.

Historia i zastosowania wahadła – ujęcie tematu wahadła z punktu widzenia jego historii i zastosowań.
Wahadło to ciało zawieszone w jednorodnym polu grawitacyjnym w taki sposób, że może wykonywać drgania wokół poziomej osi nie przechodzącej przez środek ciężkości zawieszonego ciała. W mechanice rozróżnia się dwa podstawowe rodzaje wahadeł:
matematyczne i fizyczne.
Ważną cechą wahadeł fizycznego i matematycznego jest niezależność ich okresu drgań od amplitudy, co jest dobrze spełnione, gdy maksymalny kąt odchylenia wahadeł od pionu jest mniejszy niż 0,1 radiana (ok. 6°). Własność ta, zwana izochronizmem drgań wahadła, stanowi podstawę budowy zegarów wahadłowych od czasu, gdy około 1602 Galileo Galilei zbadał izochronizm wahadła i użył go do pomiaru czasu. Metoda ta była najdokładniejszą metodą pomiaru aż do lat 30. XX wieku.

## Historia

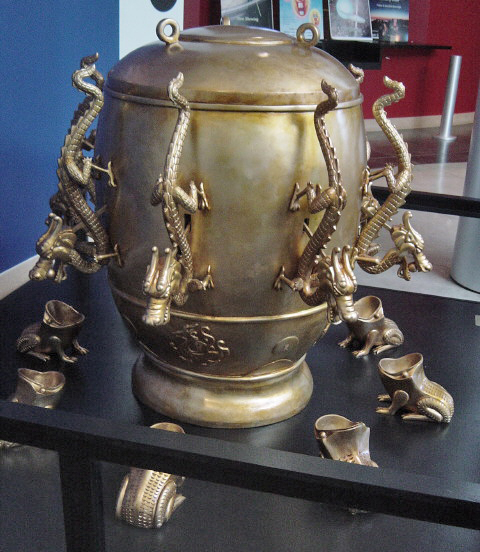
Replika sejsmografu Zhang Henga. Wahadło jest w środku.

### Sejsmograf Zhang Henga. Średniowiecze
Jednym z pierwszych znanych zastosowań wahadła stanowi sejsmograf z 1-go stulecia w czasach panowania dynastii Dynastia Han wynaleziony przez chińskiego uczonego Zhang Henga (78–139 AD). W urządzeniu tym zastosował wahadło odwrócone: pobudzone przez trzęsienie ziemi, wahadło to uruchamiało system dźwigni, który wypuszczał małą kulkę z jednej z ośmiu smoczych paszcz w usta jednej z ośmiu metalowych ropuch; w ten sposób sejsmograf pokazywał kierunek z którego nadeszło trzęsienie Ziemi.
Wiele źródeł twierdzi, że egipski astronom Ibn Yunus w X wieku użył wahadła do pomiaru czasu, jednak jest to błędna informacja podana w 1684 przez brytyjskiego historyka Edwarda Bernarda.
W okresie Renesansu duże wahadła były używane jako napęd maszyn tłokowych, takich jak piły, miechy i pompy. Leonardo da Vinci wykonał wiele rysunków takich wahadeł, jednak nie zdawał sobie sprawy z możliwości użycia ich do pomiaru czasu.

### 1602: Badania dokonane przez Galileo
Włoski uczony Galileo Galilei jako pierwszy prowadził badania własności wahadła. Było to od około 1602. Najstarsze świadectwo o tych badaniach jest zawarte w liście do Guido Ubaldo dal Monte z Padwy, datowane na 29 listopada 1602. Vincenzo Viviani, biograf i student Galileusza, twierdził, że zainteresowanie Galileusza wahadłem zrodziło się około 1582, gdy widział w katedrze w Pizie wahający się żyrandol. Galileo odkrył kluczową własność wahadła, która sprawia, że jest ono tak użyteczne do pomiaru czasu, zwaną izochronizmem: okres drgań wahadła jest niezależny od amplitudy wahań. Galileusz odkrył także, że okres drgań nie zależy od masy ciężarka wahadła i że jest proporcjonalny do pierwiastka kwadratowego z długości wahadła. Jako pierwszy użył swobodnie drgającego wahadła do prostego pomiaru czasu. Będąc przyjacielem lekarza opracował urządzenie do pomiaru pulsu pacjentów za pomocą długości wahadła, tzw. pulsilogium W 1641 Galileo opracował projekt zegara wahadłowego którego wykonanie polecił swemu synowi Vincenzo. Vincenzo rozpoczął konstruowanie, ale nie skończył z powodu śmierci w 1649. Wahadło było pierwszym oscylatorem harmonicznym użytym przez człowieka.

### 1656: Zegar wahadłowy
W 1656 holenderski uczony Christiaan Huygens zbudował pierwszy zegar wahadłowy. Było to wielkie ulepszenie w stosunku do istniejących zegarów mechanicznych, zwiększające dokładność pomiaru czasu z 15 minut na dobę do 15 sekund. Wahadła rozprzestrzeniły się w Europie, gdyż istniejące zegary były w nie wyposażane.
Angielski uczony Robert Hooke badał wahadło stożkowe około 1666, złożone z wahadła mogącego swobodnie wahać się w dwóch wymiarach oraz z ciężarka obracającego się po okręgu lub elipsie. Używał ruchu tego urządzenia jako modelu do analizy ruchów orbitalnych planet. Hooke zasugerował Izaakowi Newtonowi w 1679, że ruch orbitalny składa się z ruchu bezwładnego wzdłuż stycznej do trajektorii oraz ruchu przyciągającego planetę w kierunku radialnym. Odegrało to istotną rolę w sformułowaniu przez Newtona uniwersalnego prawa grawitacji. Robert Hooke także zasugerował około 1666, ze wahadło mogłoby być użyte do pomiru siły ciążenia.